# Shirley (Southampton)
Shirley – dzielnica miasta Southampton, w Anglii, w Hampshire, w dystrykcie (unitary authority) Southampton. W 2011 roku populacja dzielnicy liczyła 14 425 mieszkańców. Shirley jest wspomniana w Domesday Book (1086) jako Sirelei.